# Trận Hạ Bì
Trận Hạ Bì (tiếng Trung: 下邳之战; Hán Việt: Hạ Bì chi chiến) (tháng 9 năm 198 - 7 tháng 2 năm 199) là một trận đánh diễn ra vào cuối thời Đông Hán trong lịch sử Trung Quốc. Đây là cuộc xung đột cuối cùng giữa hai thế lực quân phiệt đương thời là Tào Tháo ở Duyện châu và Lã Bố ở Từ châu. Trận chiến kết thúc bằng thắng lợi quyết định của phe Tào Tháo, đặt dấu chấm hết cho sự cát cứ của quân phiệt Lã Bố.

## Bối cảnh và nguyên nhân
Những cuộc xung đột quân sự giữa Tào Tháo và Lã Bố bắt nguồn từ lúc Tào Tháo đem quân tấn công Từ châu do nghi ngờ thái thú Từ châu Đào Khiêm đứng sau cái chết của cha mình. Để báo thù cho cha, Tào Tháo ra lệnh cho các binh sĩ giết hại dân chúng vô tội ở Từ châu, điều này khiến hai đồng minh của ông là Trương Mạo và Trần Cung cảm thấy bất bình. Cả hai người này sau đó quyết định bỏ họ Tào để quay sang giúp Lã Bố đánh úp Duyện châu, buộc Tào Tháo phải đình chỉ việc đánh Từ châu để quay lại quyết chiến. Năm 195, sau hơn 100 ngày giao chiến, Tào Tháo đánh bật Lã Bố ra khỏi Duyện châu, buộc ông ta phải chạy về Từ châu theo Lưu Bị (lúc đó đã lên thay Đào Khiêm vừa qua đời). Chỉ một thời gian ngắn sau, Lã Bố nhân lúc Lưu Bị đang kháng cự Viên Thuật ở Hoài Âm liền đánh úp và chiếm thành Hạ Bì, làm chủ cả Từ châu rồi cho Lưu Bị ra ở Tiểu Bái (thuộc Dự châu).
Đến năm 198, quân Lưu Bị ở Tiểu Bái tăng lên đến hơn một vạn người khiến Lã Bố lo ngại. Lã Bố bèn điều động hai tướng Cao Thuận và Trương Liêu dẫn quân đánh Tiểu Bái. Lưu Bị không chống cự nổi, bỏ cả thành trì và gia quyền chạy về phía Tây và sai người cầu cứu Tào Tháo. Tào Tháo sai tướng Hạ Hầu Đôn đi cứu viện nhưng Đôn cũng bị Cao Thuận đánh bại. Quân Lã Bố chiếm được Tiểu Bái.

## Diễn biến

### Tào, Lưu liên minh đánh Lã Bố
Tháng 9 năm 198, Tào Tháo đích thân cùng Lưu Bị mang đại quân tới đánh Từ châu để diệt Lã Bố. Tháng 10 năm đó, quân Tào đến Bành Thành, giết chết tướng giữ thành là Hồ Giai và tàn sát cư dân Bành Thành. Sau đó, Tào Tháo tiến quân đến thành Hạ Bì (thủ phủ Từ châu). Mưu sĩ Trần Cung khuyên Lã Bố mang quân đón đánh địch ngay nhưng Bố không nghe, muốn đợi quân Tào đến thành mới giao chiến.
Quân Tào kéo tới Hạ Bì, Lã Bố mang quân kỵ ra nghênh chiến. Tào Tháo đánh cho Lã Bố đại bại, quân Tào bắt sống được viên mãnh tướng của Lã Bố là Thành Liêm. Lã Bố thua liên tiếp mấy trận, phải chạy vào thành Hạ Bì cố thủ. Tào Tháo khiển toàn quân bao vây Hạ Bì.

### Vây bức Hạ Bì

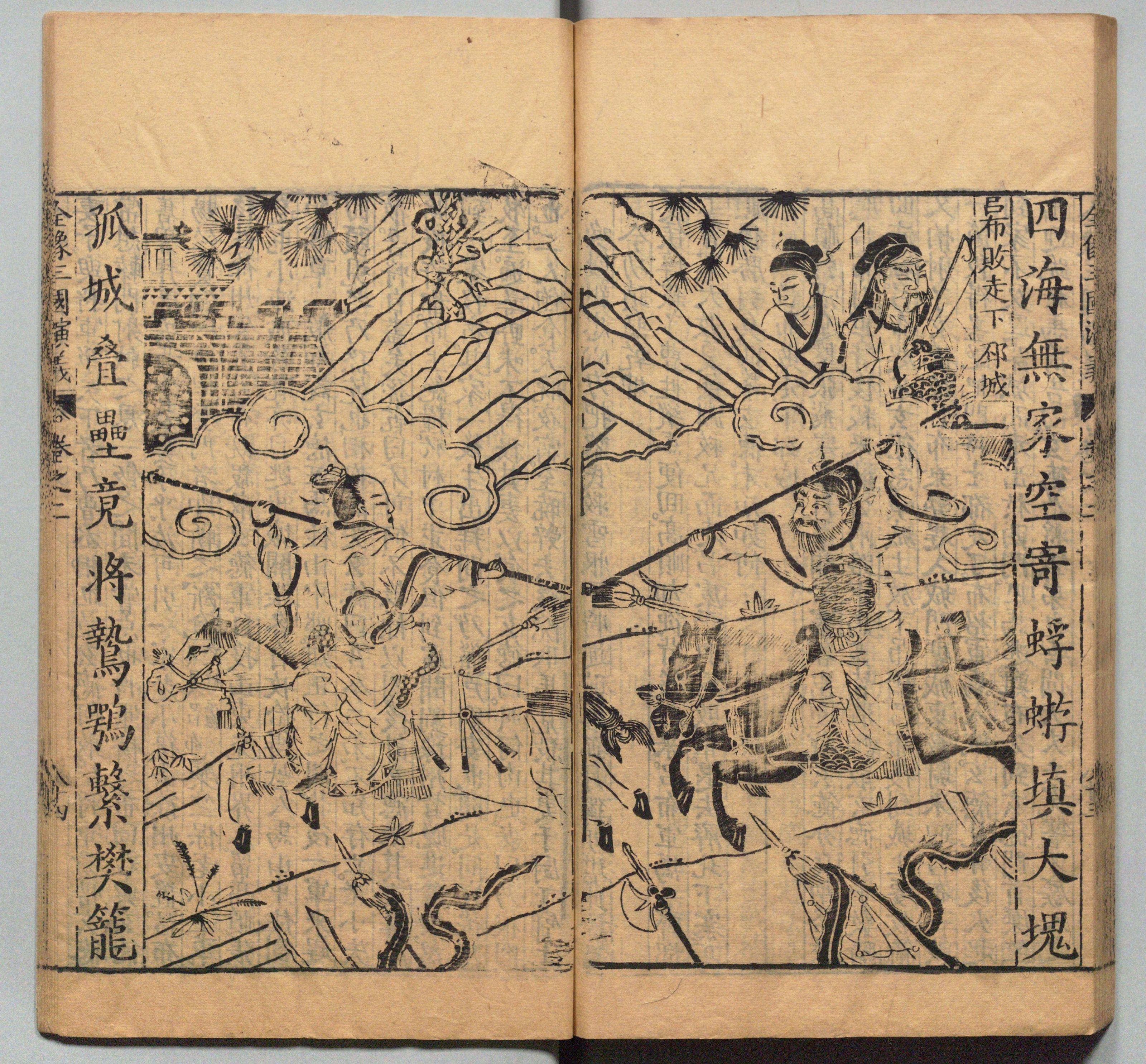
Lã Bố cố thủ tại Hạ Bì, tranh minh họa trong Tam Quốc diễn nghĩa.

Lã Bố viết thư sai người cầu cứu Viên Thuật và Trương Dương. Tào Tháo bèn gửi thư cho Lã Bố, khuyên Bố không nên theo Viên Thuật vì Thuật có tội phản nghịch, đồng thời dụ Bố đầu hàng. Lã Bố muốn hàng nhưng Trần Cung phản đối, cho rằng không nên tin lời Tào Tháo. Đồng thời, Trần Cung bày cho Lã Bố kế chia quân ra để chống lại: Lã Bố sẽ mang một đạo quân ra ngoài thành lập trại giữ vững, làm thế ỷ dốc với quân trong thành Hạ Bì, quân Tào đánh đâu thì cả hai bên cùng cứu ứng. Lã Bố nghe có lý liền chuẩn bị đem quân ra khỏi thành, nhưng sau đó Bố lại nghe lời vợ can nên đổi ý không đi nữa, chỉ tiếp tục sai Hứa Dĩ, Vương Khải đi cầu cứu viện binh của Viên Thuật.
Viên Thuật do còn oán hận Lã Bố nhiều lần trở mặt với mình, liền ra điều kiện phải mang con gái tới Thọ Xuân theo lời hứa hôn trước đây thì mới phát binh. Bố bèn lấy bông và áo giáp bọc cho con gái, đưa lên mình ngựa và mang ra khỏi thành, định nhân lúc đêm tối phá vòng vây đi đến chỗ Viên Thuật. Tuy nhiên, quân Tào ở ngoài thành Hạ Bì đã chủ trương siết chặt vòng vây, không cho Lã Bố vượt qua. Lã Bố lo cho sự an toàn của con mình nên quyết định quay lại thành cố thủ.

### Nước ngập Hạ Bì
Sang năm 199, do quân Tào vây đánh nhiều tháng không hạ được thành, bắt đầu mệt mỏi nên Tào Tháo muốn lui quân, nhưng Tuân Úc và Quách Gia khuyên nên đánh gấp. Tào Tháo theo kế của Quách Gia, sai quân khơi dòng hai con sông Nghi Thủy và Tứ Thủy, đổ nước vào thành Hạ Bì. Thành ngập đầy nước, Lã Bố ở bên trong tình hình nguy khốn, phải lui dần vào rồi rút lên cố thủ ở lầu Bạch Môn, thế cùng lực kiệt. Do trước đó kế hoạch đưa con gái sang chỗ Viên Thuật đã bị thất bại, nên quân của Viên Thuật không đến cứu viện cho Lã Bố.
Thục ký chép rằng: Trong bước đường cùng, Lã Bố đã mang vợ mình đến chỗ Quan Vũ - tướng của Lưu Bị - để lấy lòng, hy vọng Quan Vũ nói giúp với Tào Tháo. Quan Vũ mang vợ Lã Bố đến cho Tào Tháo, Tào ưng ý và giữ lại chỗ mình, nhưng vẫn vây đánh thành. Theo Tam quốc chí và Ngụy Thị Xuân Thu thì đó là vợ của Tần Nghi Lộc (thủ hạ Lã Bố) chứ không phải vợ của Lã Bố; con của Nghi Lộc là Tần Lãng được Tháo nhận nuôi, sau trở thành sủng thần của Tào Duệ.
Đúng lúc đó, thái thú Trương Dương ở Hà Nội phát binh ra Đông Quận, định đến cứu Lã Bố. Nhưng Dương lại bị thủ hạ là Dương Xú giết chết để hàng Tào Tháo.
Thành Hạ Bì bị ngập nước lâu ngày, bên trong thì hỗn loạn, bên ngoài bị địch vây, Lã Bố thấy tình thế nguy cấp quá, bèn lên lầu thành nói với thủ hạ của Tào Tháo rằng hãy nới vòng vây để mình ra thành thú tội với Tào Tháo. Tuy nhiên sau đó, Trần Cung một mực can ngăn không nên hàng Tào, Lã Bố lại nghe theo ông ta.

### Bạch Môn lầu
Thuộc hạ của Lã Bố là Hầu Thành có 15 con ngựa tốt, bị sai nhân lấy cắp, định đem dâng Lưu Bị. Hầu Thành biết tin liền đuổi theo chém tên sai nhân, cướp lại được số ngựa. Các tướng đều đến mừng Hầu Thành. Nhân thể viên tướng này có nấu được mấy hũ rượu ngon, định đem ra uống nhưng sợ lệnh cấm rượu của Lã Bố, liền đem hai bình đến biếu Lã Bố trước. Lã Bố thấy Hầu Thành vi phạm lệnh cấm rượu của mình liền tức giận, ra lệnh phạt trượng Hầu Thành. Hầu Thành bị đánh đòn đau, mang lòng oán hận Lã Bố.
Tháng 2 năm 199, Hầu Thành đồng mưu với hai bộ tướng khác của Lã Bố là Tống Hiến và Ngụy Tục, bắt ngờ bắt trói Trần Cung và Cao Thuận rồi mở cửa ra hàng Tào Tháo. Tào Tháo cùng Lưu Bị thúc quân xông vào. Toàn quân trong thành tan vỡ, Lã Bố ở trên lầu Bạch Môn bị dồn vào đường cùng, nói với các thủ hạ hãy chặt đầu mình nộp cho Tào Tháo lấy thưởng, nhưng các thủ hạ của Bố không nỡ làm. Quân Tào tiến lên lầu bắt trói được Lã Bố, đưa ra trình diện Tào Tháo.
Lã Bố muốn xin Tào Tháo cho mình đầu hàng, Tào Tháo phân vân nên hỏi lại Lưu Bị. Nhưng Lưu Bị khuyên Tào Tháo nên giết Lã Bố vì Bố là người vong ân bội nghĩa, từng hai lần trở mặt giết chủ là Đinh Nguyên và Đổng Trác. Tào Tháo nghe theo, liền sai quân sĩ mang Lã Bố xuống lầu thắt cổ rồi chặt đầu đem bêu, sau đó lấy thủ cấp an táng ở Hứa Xương. Các thuộc hạ dưới quyền Lã Bố là Trần Cung, Cao Thuận do không chịu hàng Tào nên cùng bị chém, chỉ có Trương Liêu và Tang Bá đầu hàng Tào Tháo và sau này trở thành các danh tướng nhà Tào Ngụy.
Tào Tháo tiêu diệt được Lã Bố, chiếm toàn bộ Từ châu.

## Hậu quả và ý nghĩa
Trận Hạ Bì là một thắng lợi quan trọng với Tào Tháo, giúp ông loại bỏ được một địch thủ đáng gờm có thể xâm phạm địa bàn của mình ở phía đông. Nhờ việc chiếm được Từ châu của Lã Bố, Tào Tháo đã củng cố vững chắc hơn vị thế tại Trung Nguyên, làm bàn đạp tấn công Viên Thiệu ở phía bắc và gây sức ép với Viên Thuật ở phía nam. Đồng thời, Tào Tháo cũng thu nạp được các tướng thảo khấu ở vùng Thái Sơn vốn thuần phục Lã Bố là Tang Bá, Tôn Quan, Ngô Đôn, Doãn Lễ và Xương Hi, giúp gia tăng cho lực lượng quân Tào.
Sau này, dù Lưu Bị có ly khai Tào Tháo và lấy được Từ châu lần nữa, nhưng thế lực không mạnh bằng Lã Bố trước đó, nên nhanh chóng bị Tào Tháo đánh dẹp một cách dễ dàng. Từ đó, đất Từ châu hoàn toàn thuộc về họ Tào cho đến hết thời Tam Quốc.

## Tướng lĩnh của hai phe
|  | - Quân Tào - Tào Tháo - Tuân Úc - Quách Gia - Hạ Hầu Đôn - Hạ Hầu Uyên - Tào Nhân - Tào Hồng - Hứa Chử - Lý Điển - Nhạc Tiến - Vu Cấm - Từ Hoảng - Quân Lưu Bị - Lưu Bị - Quan Vũ - Trương Phi | - Quân Lã Bố - Lã Bố - Trần Cung - Cao Thuận - Trương Liêu - Thành Liêm - Tống Hiến - Ngụy Tục - Hầu Thành - Hứa Dĩ - Vương Khải - Thái Sơn thảo khấu - Tang Bá - Tôn Quan - Ngô Đôn - Doãn Lễ - Xương Hi |

## Trong Tam Quốc diễn nghĩa
Trong tác phẩm Tam Quốc diễn nghĩa, trận Hạ Bì được La Quán Trung mô tả ở hồi 18 và 19. Ngoài một số diễn biến chính được kể sát thực với chính sử, thì nhà văn cũng có thêu dệt thêm một vài tình tiết như:
- Lã Bố quyết định đánh Tiểu Bái vì bắt được bức thư Lưu Bị gửi Tào Tháo để ngầm âm mưu với nhau cùng đánh mình.[7]
- Gian tế của Tào Tháo là Trần Đăng dùng mẹo phản gián khiến Lã Bố và Trần Cung đánh lẫn nhau, làm cho quân Lã Bố bại trận, mất cả Tiêu Quan, Bái Thành và Từ châu. Bố thế cùng phải chạy về giữ Hạ Bì.[8]
- Tào Tính, bộ tướng của Lã Bố, là người bắn tên chột mắt tướng Hạ Hầu Đôn của Tào Tháo. Sau khi trúng tên, Hạ Hầu Đôn đã rút tên và nuốt con ngươi rồi lao đến đâm chết Tào Tính.[7]
- Lã Bố sai hai tướng Trương Liêu, Hác Manh đi theo hộ tống Hứa Dĩ, Vương Khải đến chỗ Viên Thuật. Trên đường về, Hác Manh đụng độ với quân Tào, bị Trương Phi bắt sống và bị Tào Tháo xử chém.[8]
- Hầu Thành ăn trộm ngựa Xích Thố của Lã Bố đem dâng Tào Tháo, còn Tống Hiến và Ngụy Tục ở trong thành bắt trói Lã Bố lại trước rồi mở cửa thành cho quân Tào kéo vào.[8]
- Trương Liêu anh dũng khẳng khái không chịu hàng Tào. Tào Tháo giận muốn giết, nhưng Liêu được Lưu Bị và Quan Vũ xin thay nên được tha tội. Sau đó Tào Tháo lấy lễ đối đãi, Trương Liêu cảm phục bèn xin hàng.[8]